# Dichochrysa pieli
Dichochrysa pieli är en insektsart som först beskrevs av Navás 1931.  Dichochrysa pieli ingår i släktet Dichochrysa och familjen guldögonsländor. Inga underarter finns listade i Catalogue of Life.